# Zadní Jetřichovice
Zadní Jetřichovice (deutsch: Hinterdittersbach, auch Kirnitzschschänke) war ein Ortsteil von Jetřichovice (Dittersbach) in Tschechien, welcher heute eine Wüstung ist.

## Geschichte

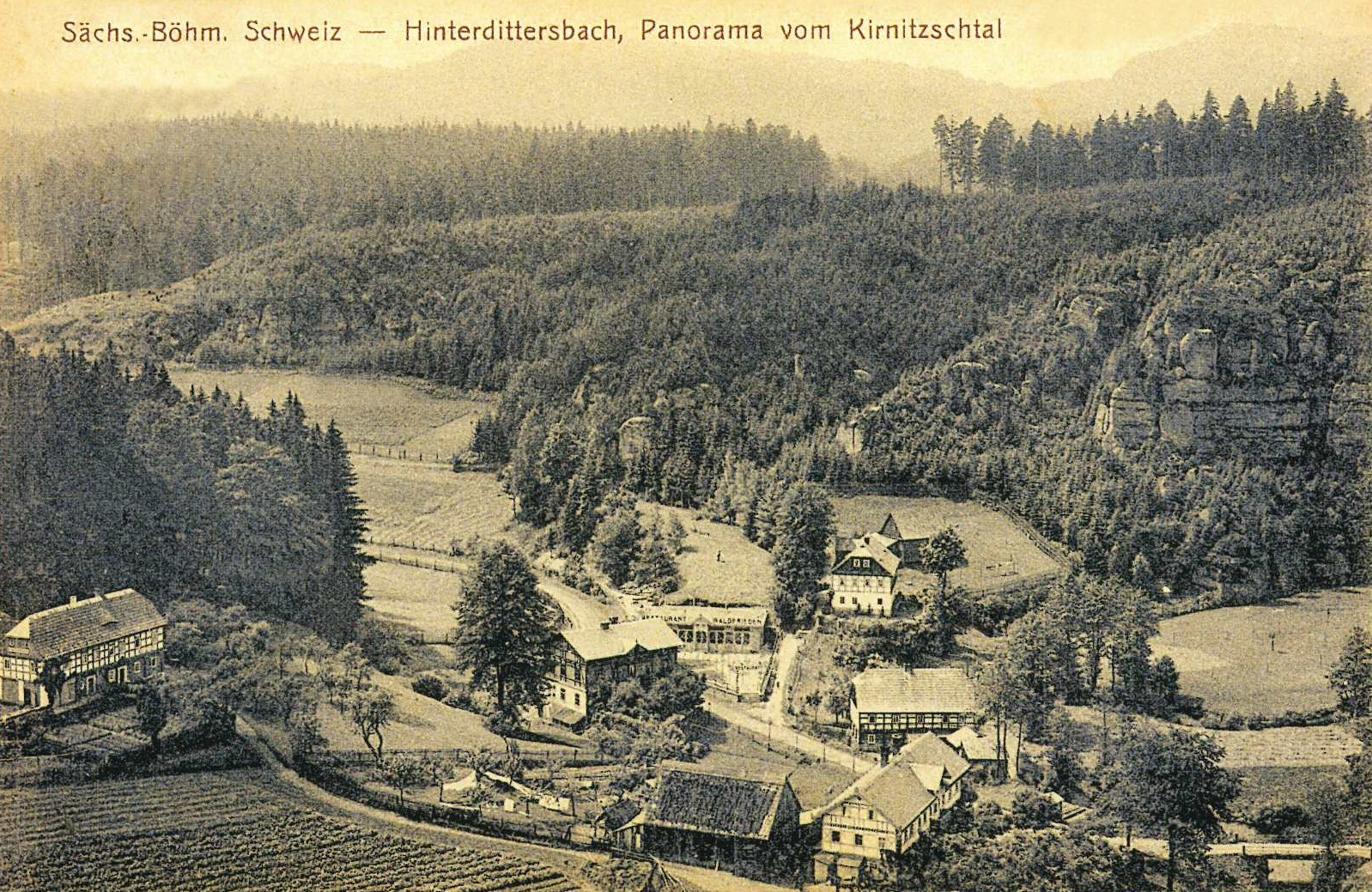
Blick auf Hinterdittersbach (Zadní Jetřichovice) (Aufnahme um 1905)

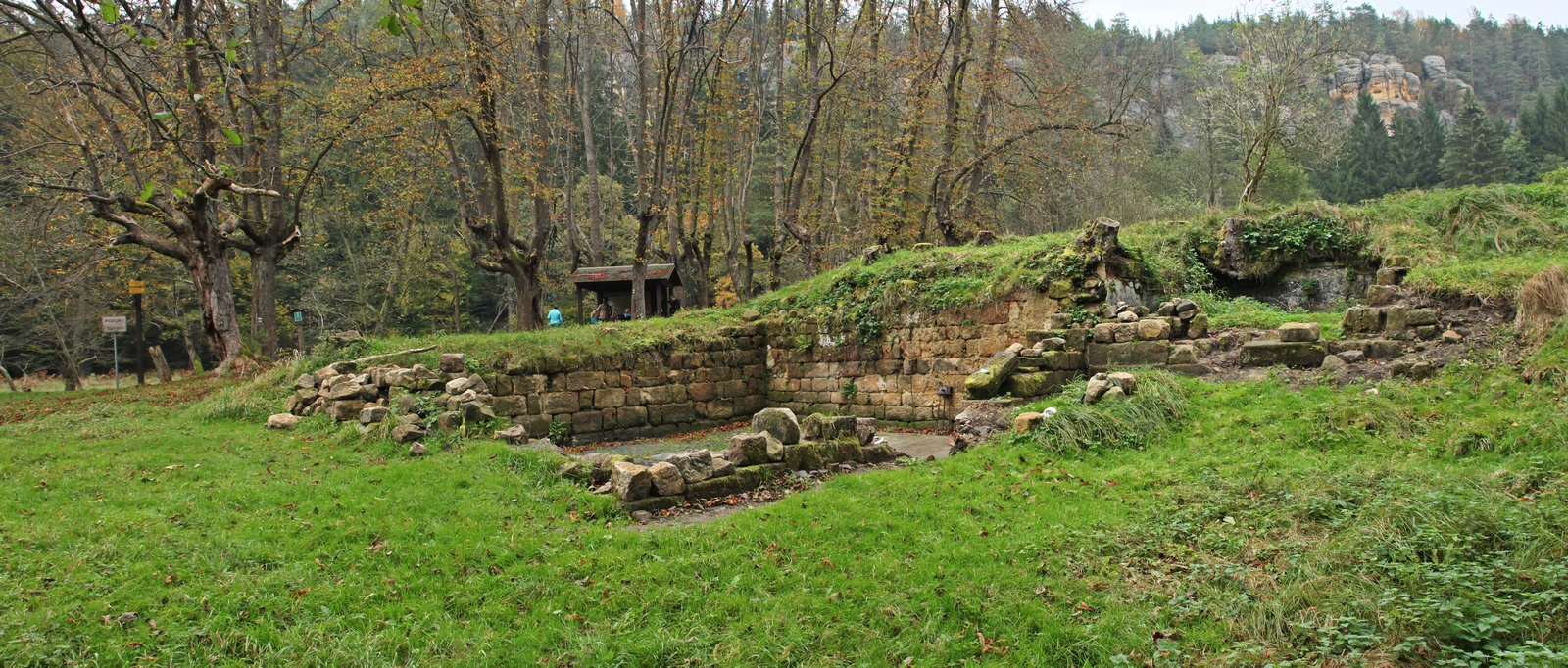
Grundmauern der Kirnitzschschänke (Aufnahme 2014)

Der Ort befand sich direkt an der Grenze zum Freistaat Sachsen im Kirnitzschtal an der Stelle, wo ein alter Handelsweg, die Böhmerstraße, den Fluss kreuzt. Eine Besonderheit war dadurch bedingt, dass die Böhmerstraße seit Jahrhunderten die Grenze zwischen zwei Herrschaften bildete. Das waren bis zuletzt die der Fürsten Kinsky und Clary-Aldringen. Dadurch gehörten die Häuser westlich des Weges („Kirnscht“) zu Hohenleipa (Vysoká Lípa) und die östlich gelegenen Gebäude („Hinterdittersbach“) zu Dittersbach (Jetřichovice).
Bereits auf den Kartendarstellungen der Ersten Kursächsische Landesaufnahme von Matthias Oeder war hier Ende des 16. Jahrhunderts eine Brücke über die Kirnitzsch verzeichnet. 1798 zogen hier 12.000 preußische Soldaten unter dem Befehl des Generals von Möllendorf durch das Tal.
Als erstes Haus bestand wohl ein Gasthaus ("Alte Schänke"), welches bereits 1658 erwähnt wurde, später aber vermutlich wieder einging und verfiel. Aufgrund des Waldreichtums gab es zudem eine Brettmühle (aufgegeben vor 1653) sowie eine Mautstation an der Kirnitzschbrücke (aufgegeben vor 1698).
Die Neugründung des Ortes setzte Ende des 18. Jahrhunderts ein, als der aus Saupsdorf stammende Traugott Willkommen 1793 ein Gasthaus (später als "Kirnitzschänke" das bekannteste Haus im Ort) errichtete. Wenig später wurde 1796/97 ein Forsthaus der Grafen Kinsky erbaut. Der Chronist Wilhelm Leberecht Götzinger erwähnte 1812 die steinerne Kirnitzschbrücke und den Gasthof. 1833 bestanden hier vier Häuser.
Weitere Gebäude entstanden in der zweiten Hälfte des 19. Jahrhunderts im Zuge der touristischen Erschließung der Sächsisch-Böhmischen Schweiz. Hinterdittersbach entwickelte sich zu einem Knotenpunkt der Wanderwege zwischen der Oberen Schleuse, Dittersbach (Jetřichovice), Hohenleipa (Vysoká Lípa), Rainwiese (Mezní Louka), und dem Zeughaus. Zur Blütezeit gab es vier Gasthäuser, zwei Forsthäuser, ein Kindererholungsheim und ein Bauernhaus.
Im Zuge der Planung der Kirnitzschtalbahn war ab 1893 der Bau einer Straßenbahnlinie durch das Kirnitzschtal von Bad Schandau bis Hinterdittersbach vorgesehen. Die Bahn wurde jedoch nur bis zum Lichtenhainer Wasserfall errichtet. 1907 gab es den Versuch, eine Pferdeomnibuslinie von Bad Schandau aus hierher zu betreiben.
Die historische Steinbrücke über die Kirnitzsch wurde um 1900 durch eine Stahlträgerbrücke ersetzt.
Eine Telefonverbindung bestand ebenfalls von Deutschland aus. Der Anschluss war allerdings auf deutscher Seite vor der Kirnitzschbrücke installiert. Belegt ist für das Jahr 1928 die Existenz einer Fernsprechleitung von Rainweise (Mezní Louka) nach Hinterdittersbach durch den Kleinen Ziegengrund (Malý kozí dùl). Damit war die Anbindung nach Herrnskretschen (Hřensko) an das landeseigene Telefonnetz hergestellt.
Am Tag der Unterzeichnung des Münchner Abkommens, dem 30. September 1938, kam es in Hinterdittersbach zu einer bewaffneten Auseinandersetzung zwischen Angehörigen einer Einheit des tschechischen Wachbataillons und der deutschen SA und SS, wobei ein tschechischer Soldat verwundet wurde.
Einige Gebäude wurden ab 1944 als Unterkünfte im Zusammenhang mit der Anlage der U-Verlagerung "Zechstein" in Rabstein (Rabštejn).
Nachdem die sudetendeutschen Bewohner 1946 das Land verlassen mussten, verfielen die Häuser und wurden allmählich abgerissen. In den 1950er Jahren wurden sie teilweise noch als Kinderferienlager genutzt. Belegt ist, dass noch 1956 einige Gebäude vorhanden waren. Den sonst an dieser Grenze im damaligen Zeitraum vorhandenen Zaun gab es hier in diesem Abschnitt wegen der besonderen Topografie des Geländes nicht.
1921 gab es hier 17 Einwohner in fünf Häusern und 1950 nur noch drei Einwohner in acht Häusern.
Heute künden nur noch überwachsene Reste der Kellergeschosse und einige Kastanienbäume von der einstigen Ansiedlung. Ein weiteres noch vorhandenes Relikt ist der Sockel eines Gedenkkreuzes, das an den 1941 in der Ukraine gefallenen Hieronymus von Clary-Aldringen erinnert. Dieses Objekt ist heute an einem anderen Ort aufgestellt.
Die historische Stahlträgerbrücke wurde 1993 wieder als Grenzbrücke für den Übergang von Touristen geöffnet. Nach dem Verfall der darauf liegenden Holzbohlen erfolgte 2003 der Abriss und der Neubau einer schmaleren Brücke, die nur zu Fuß oder per Fahrrad benutzt werden kann. Die Eröffnung erfolgte am 18. Oktober 2003.
Nördlich der ehemaligen "Kirnitzschänke" befindet sich eine überdachte Rasthütte. Ihre Seitenwände enthalten zweisprachige (deutsch/tschechisch) Informationen zur Geschichte des Ortes und der einst hier vorhandenen einzelnen Gebäude.

### Übersicht der ehemaligen Hauptgebäude
- Hinterdittersbach Nr. 1: 1796/97 als Forsthaus der Grafen Kinsky infolge der Teilung des Forstreviers Dittersbach errichtet, 1888 Umbau zum Gasthaus "Zum Hegerhaus"
- Hinterdittersbach Nr. 2: 1793 als Gasthaus errichtet, später als "Kirnitzschänke" bekannt geworden, 1847 abgebrannt und wieder aufgebaut
- Hinterdittersbach Nr. 3: 1798 im Bereich der "Alten Schänke" von 1658 errichtet, als Wohnhaus eines Sägeschmieds und von Forstfamilien genutzt, nach Brand 1903 als Gasthaus "Waldfrieden" neu errichtet, ab 1925 im Eigentum der Stadt Varnsdorf
- Hinterdittersbach Nr. 4: 1883 als Wohn- und Unterkunftshaus errichtet, zwischen 1911 und 1925 als Vereinsunterkunft des "Bund der Deutschen in Böhmen, Niederland" genutzt, später Jugendheim der Stadt Varnsdorf
- Hinterdittersbach Nr. 5: 1889 von den Eigentümern des Hauses Nr. 4 als Hotel "Zum Hirsch" errichtet, später als "Weißer Hirsch" bezeichnet, 1920 im Besitz des "Bezirksverband Niederland des Bundes der Deutschen in Böhmen", seit 1925 im Besitz der Stadt Varnsdorf, 1944 Nutzung als Unterkunft im Zusammenhang mit der Anlage der U-Verlagerung "Zechstein"
- Hinterdittersbach Nr. 6: 1864-1869 als Wohnhaus eines Waldarbeiters errichtet, später zahlreiche Besitzerwechsel, bereits Anfang der 1920er Jahre ungenutz und dem Verfall preisgegeben
- Hinterdittersbach Nr. 106: 1802 als Jagdhütte der Forstangestellten der Fürsten Clary-Aldringen errichtet, 1804 abgebrannt und 1805 neu errichtet, 1807 erneut bei Brand teilzerstört, nach Wiederaufbau ab 1840 bis 1945 als Forsthaus genutzt
- Hinterdittersbach Nr. 107: 1847 vom Besitzer der "Kirnitzschänke" (Hinterdittersbach Nr. 2) errichtet, ab 1864 Hegerhaus der Forstverwaltung der Fürsten Clary-Aldringen, 1945 als Unterkunft für polnische Kriegsgefangene genutzt

## Weitere Fotos

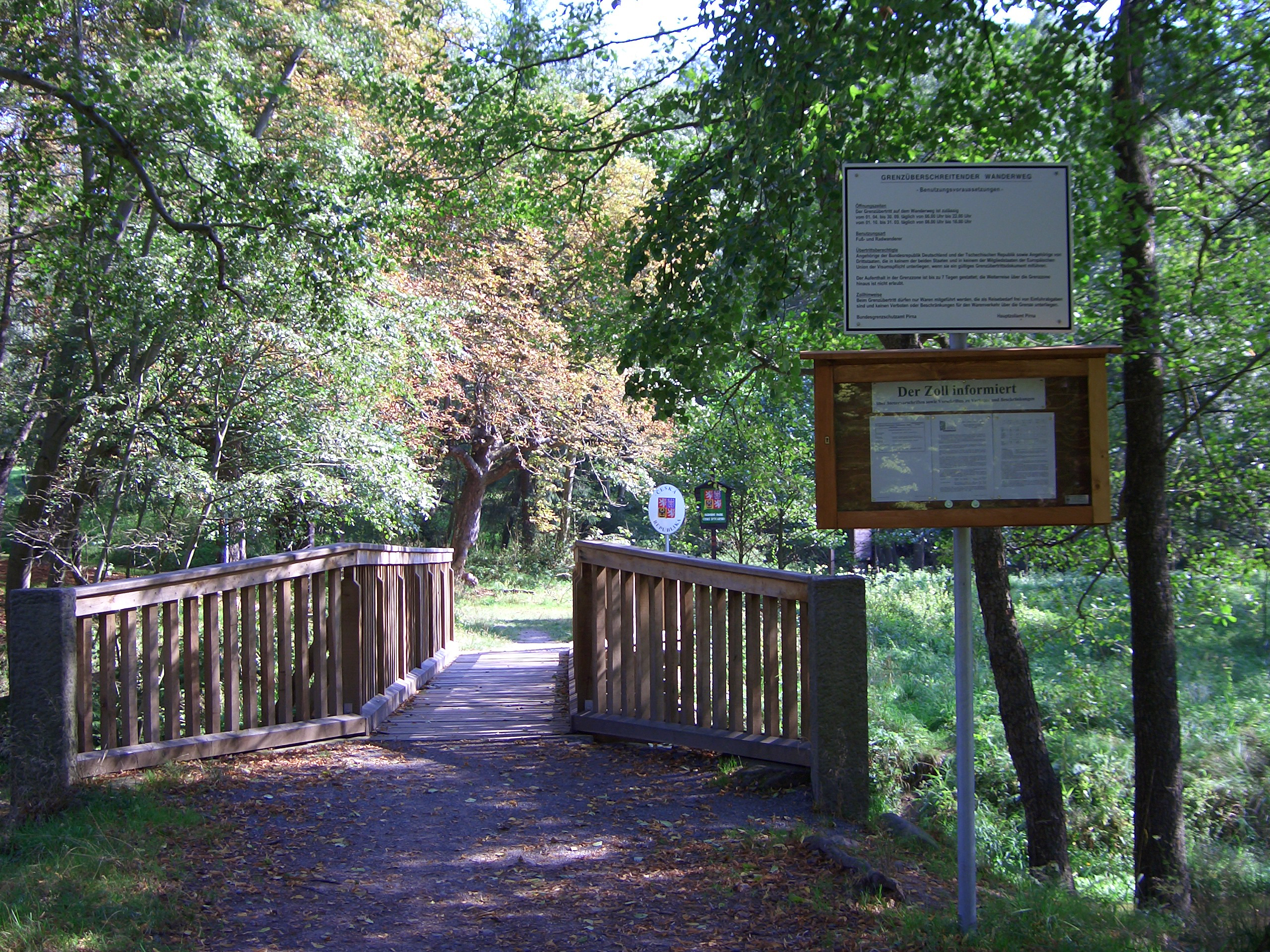
Brücke über die Kirnitzsch
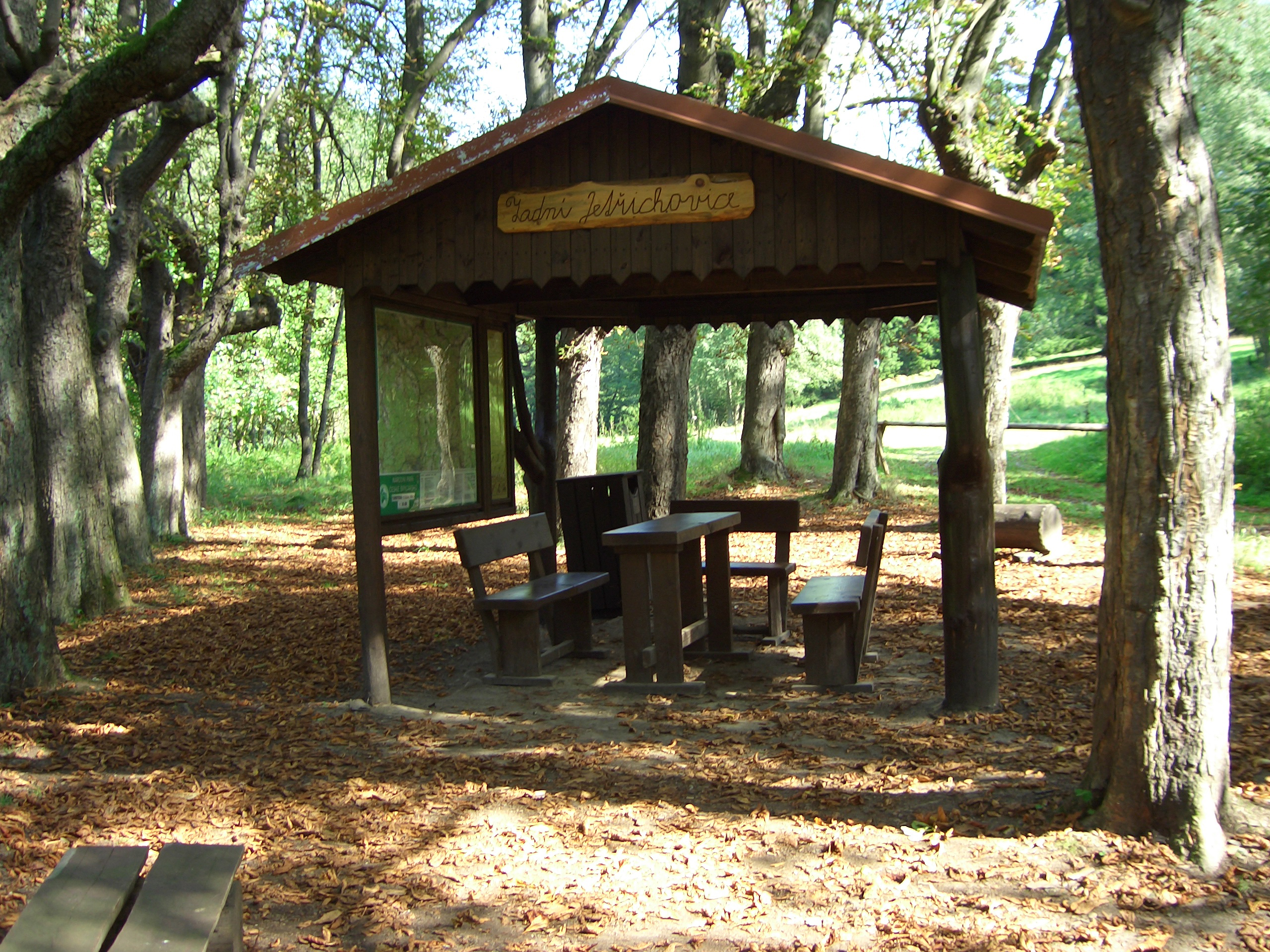
Schutzhütte
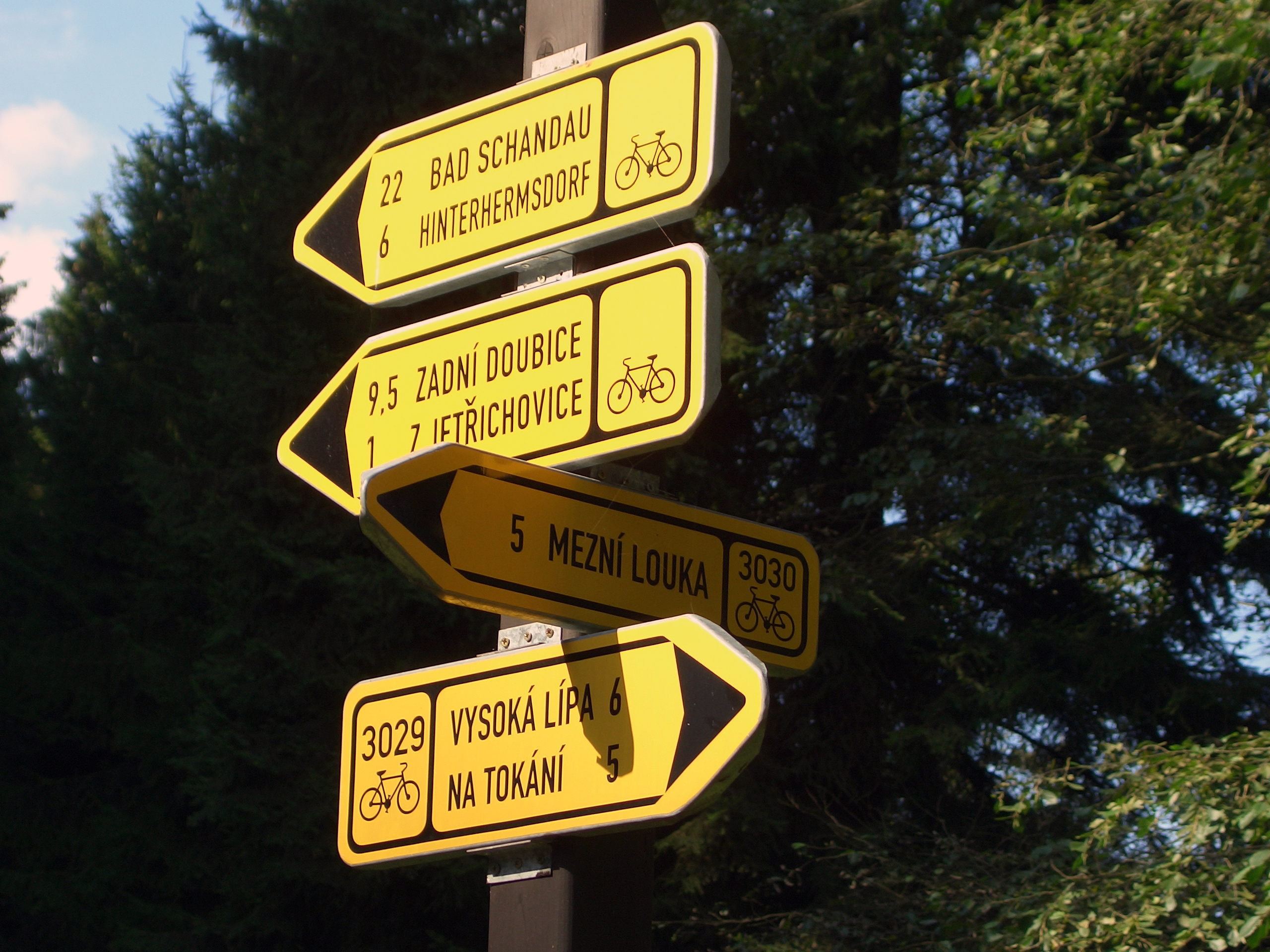
Wegweiser
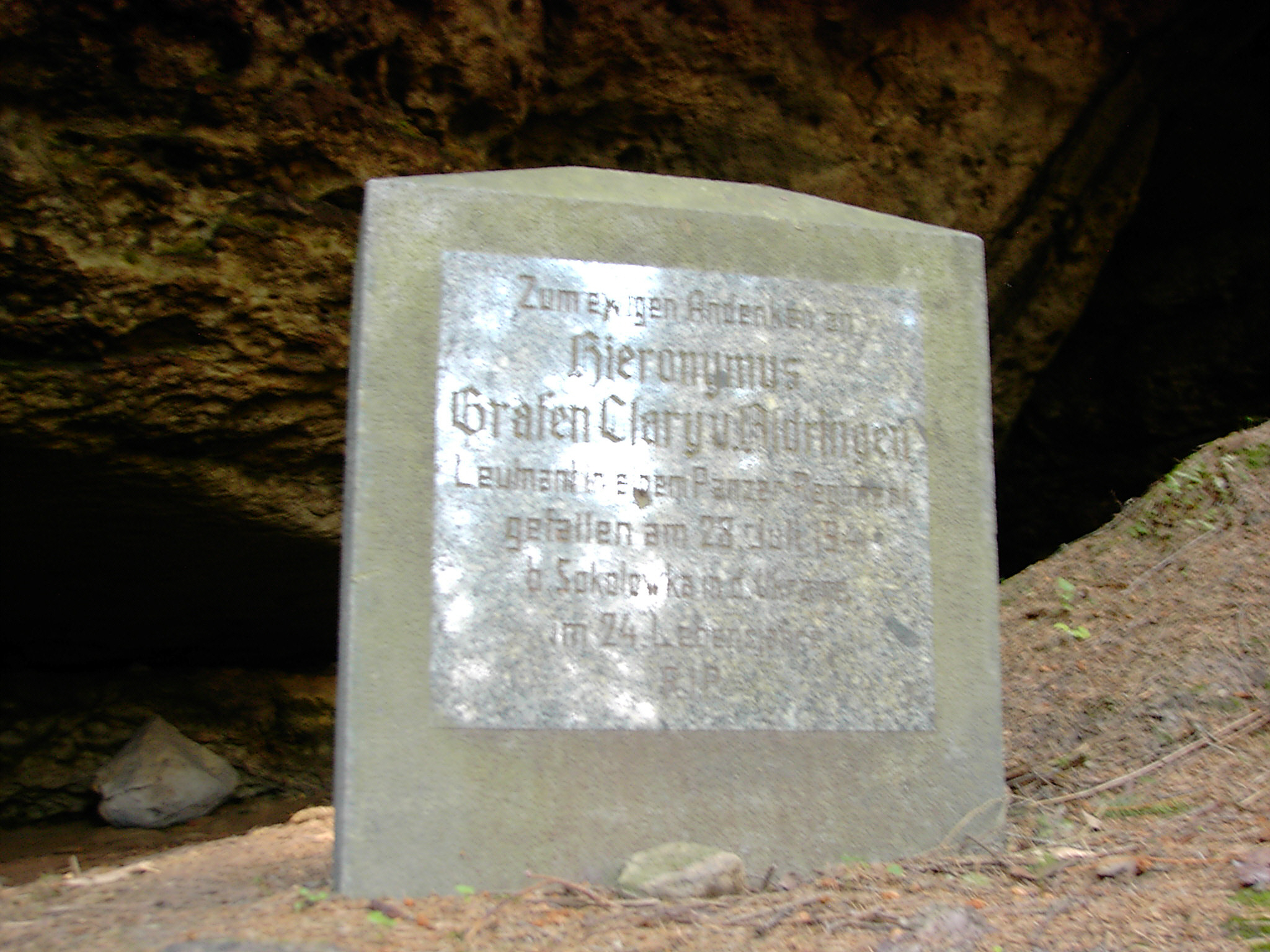
Sockel des ehem. Clarykreuzes